# Benedict Lust
Benedict Lust (Michelbach, 3 febbraio 1872 – 5 settembre 1945) è stato un medico tedesco.
Ispirato da Kneipp e da Kuhne, porta negli Stati Uniti il metodo igienista che integra con le conoscenze anche di altri naturopati, fra cui Arnold Ehret di cui la sua casa editrice, la Benedict Lust Publications, ha pubblicato diversi suoi libri.
Considerato uno dei fondatori della Naturopatia, uno degli aspetti più importanti della sua filosofia è "l'uso di questa per trasformare la vita delle persone"; intende per naturopatia una scuola terapeutica distinta che opera attraverso il potere delle forze naturali: quali acqua, aria, sole, terra, erbe, elettricità, magnetismo, esercizio, riposo, dieta; varie modalità manuali quali massaggio, osteopatia, chiropratica nonché la scienza morale e mentale.
Fu direttore e proprietario della prima clinica naturopatica d'America nel New Jersey, collaboratore e redattore del giornale di “Naturopata und Gesundheits-Ratgeber” (Il Naturopata e il Consulente della Salute).
Si è accanito contro gli pseudo-naturopati e la medicina ortodossa. Sottolinea inoltre l'importanza del digiuno,e della dieta idrica con la febbre. 
Fonda la scuola americana di naturopatia nel 1901 e contribuisce a inserire lo yoga in America, primo segno dell'interesse verso l'Oriente (Yogananda Mastamini). La moglie Louisa si specializza in ginecologia naturopatica, ed è una cuoca di cibi naturali e salutari. Suo è il libro: Lust Vegetarian Cook Book.